# فتح‌الله مجتبایی

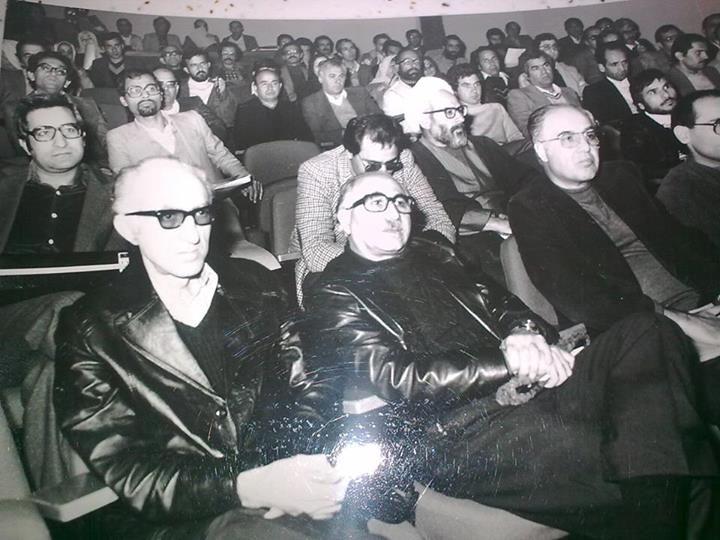
از چپ: ردیف اول ابوالحسن نجفی، فتح‌الله مجتبایی و محمدجواد مشکور، ردیف دوم: عبدالله نورانی و جلیل تجلیل، سمینار نگارش فارسی، مرکز نشر دانشگاهی، ۱۳۶۱

فتح‌الله مجتبائی (زادهٔ ۱۳۰۶)، ادیب، پژوهشگر، نویسنده و مترجم ایرانی و عضو پیوستهٔ فرهنگستان زبان و ادب فارسی است. او سال‌ها استاد دانشگاه تهران و نیز استاد دانشگاه علوم و تحقیقات تهران بوده است.

## زندگی
فتح‌الله مجتبائی در ۱۳۰۶ در تهران به دنیا آمد. مقدمات ادبیات و علوم رسمی را در فراهان اراک فراگرفت. پدر و اجداد وی از مستوفیان دوران قاجار بودند و جدّ و نیای او از بزرگان صوفیه طریقت نعمت‌اللهی، مجتبائی در چنین خانواده‌ای تعلیمات مقدماتی را پشت سر گذاشت و همین زمینه نیز مطالعات او را به تاریخ ادیان و فلسفه شرق و هند کشاند. در سال ۱۳۳۲ از دانشکده ادبیات دانشگاه تهران و دانشسرای عالی درجه لیسانس گرفت، و از آن سال تا ۱۳۳۸ در دبیرستان‌های اراک و تهران و دانشسرای عالی به تدریس ادبیات و زبان‌های خارجی اشتغال داشت. در ۱۳۳۹ از طرف وزارت فرهنگ برای آشنایی با روش‌های جدید تألیف کتاب‌های درسی به خارج از کشور اعزام شد و پس از یک دوره مطالعه و تحقیق در این زمینه در ایالات متحدهٔ آمریکا (دانشگاه کلمبیا، نیویورک) به کشور بازگشت و مأمور تهیه و تدوین کتاب‌های درسی در ادبیات برای دبیرستان‌ها شد.
فتح‌الله مجتبائی در دوران تحصیل خود از محضر استادان بزرگی در داخل و خارج از کشور استفاده نمود و برای آشنایی با عرفان هندی مسافرت‌های متعددی به هند و پاکستان داشت. وی درجه دکتری تاریخ ادیان و فلسفه شرق را از دانشگاه هاروارد آمریکا در سال ۱۳۵۰ اخذ نمود و در مرکز مطالعات ادیان جهان آمریکا، تاریخ تطبیقی ادیان را تحصیل نمود. مجتبائی هم‌اکنون عضو هیئت علمی بنیاد دائرةالمعارف بزرگ اسلامی و همچنین عضو پیوسته فرهنگستان زبان و ادب فارسی است. او همچنین عضو هیئت گزینش کتاب و جایزهٔ بنیاد موقوفات دکتر محمود افشار است. از فتح‌الله مجتبائی تاکنون بیش از ۲۰۰ عنوان کتاب، مقاله و شعر و نقد کتاب به صورت تألیف و ترجمه و تصحیح به زبان‌های فارسی و انگلیسی در ایران و خارج از ایران منتشر شده است.

## زندگی شخصی
همسر فتح‌الله مجتبائی اصالت آمریکایی دارد. آنها یک فرزند دختر و یک فرزند پسر دارند. پسر او رامین مجتبائی در دانشگاه جانز هاپکینز تدریس می‌کند.

## جایزه دکتر فتح‌الله مجتبایی
جایزه دکتر فتح‌الله مجتبایی جایزه‌ای است که به برترین پایان‌نامهٔ دکتری در رشته‌های زبان و ادبیات فارسی، ادیان و عرفان اهدا می‌شود. این جایزه با هدف ارزیابی کیفی رساله‌های دانشجویان مقطع دکتری، شناسایی آسیب‌ها در این حوزه، کمک به رفع آن‌ها و ایجاد بستری مناسب برای ارتقای سطح کیفی رساله‌ها تدارک دیده شده است. اولین دوره اعطای این جایزه در آذرماه سال ۱۳۹۰ برگزار شد. پایان‌نامه برگزیده پس از بررسی هیئت داوران، متشکل از برجسته‌ترین استادان رشته‌های ادیان و عرفان و زبان و ادبیات فارسی، برای دریافت جایزه معرفی و علاوه بر دریافت لوح تقدیر و جایزه نقدی، امکان نشر آن در انتشارات هرمس فراهم می‌شود.